# Alte Handelsbörse
La Alte Handelsbörse o Alte Börse (Bolsa antigua) de Leipzig, Sajonia, Alemania, es el edificio de asamblea de comerciantes más antiguo de la ciudad, y también el edificio barroco más antiguo. Construido como Börse en 1678-1685, y en uso desde 1679, en la actualidad se utiliza como sede de eventos.

## Historia
Leipzig siempre ha sido un importante centro comercial, al estar en la intersección de dos rutas comerciales históricas, y en ella se celebran ferias comerciales desde hace casi un milenio. La iniciativa de construir una Börse, como lugar de intercambio neutral para realizar negocios y sellar tratos, surgió en 1667 de 30 grandes comerciantes tras las quejas de los comerciantes extranjeros. El consejo de la ciudad tomó la decisión de construir la Börse el 6 de mayo de 1678. El edificio fue diseñado probablemente por Johann Georg Starcke, maestro de obras de la corte de Juan Jorge II, elector de Sajonia, en Dresde. La construcción comenzó en el Naschmarkt el 30 de mayo de 1678. La Börse se utilizó ya desde 1679, pero las obras de arte del interior no se terminaron hasta 1687. En la planta baja había habitaciones alquiladas a los comerciantes, y en la planta superior había una sala, la Börsensaal, para subastas, bailes y otros eventos.

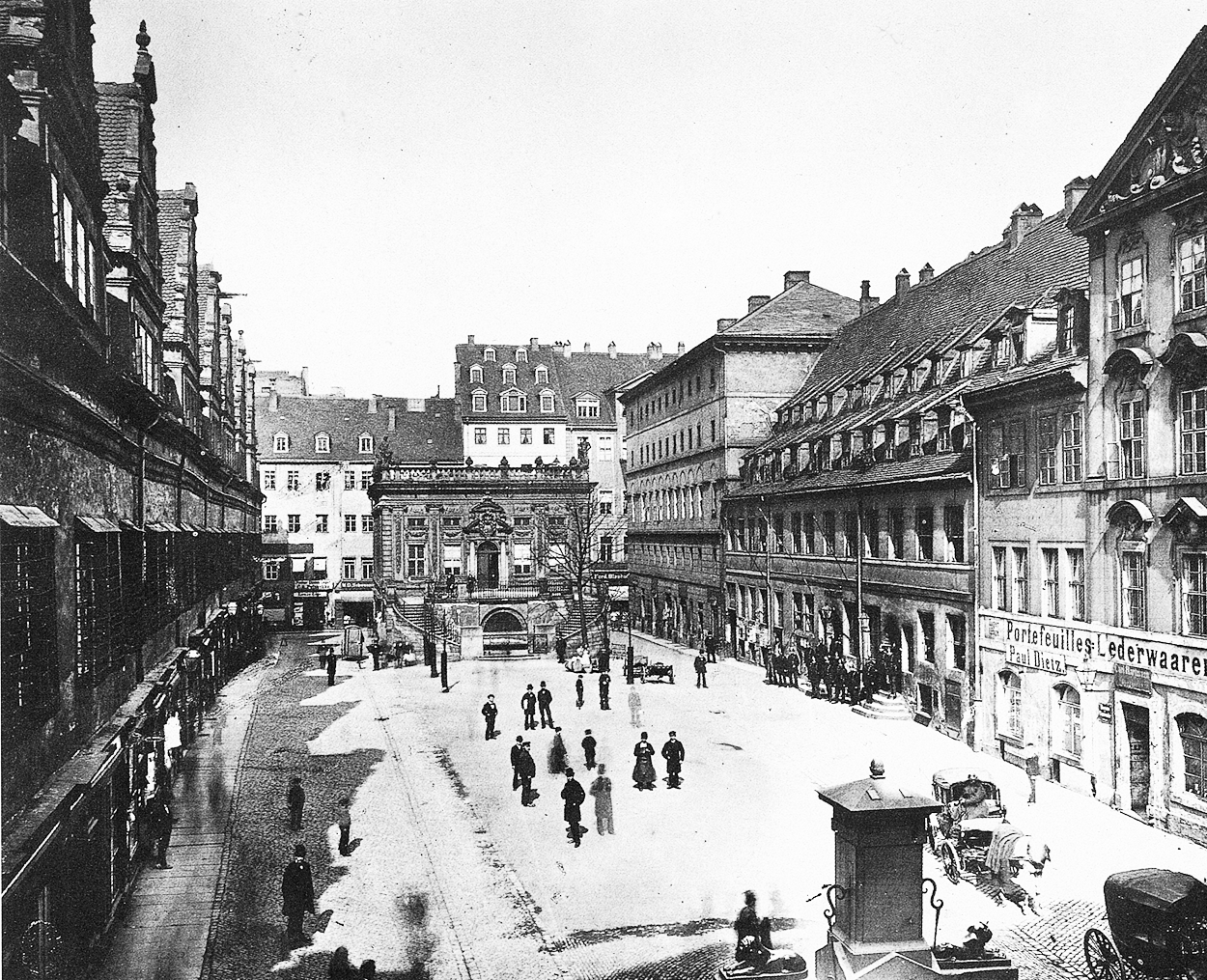

Tras el final de la campaña alemana de 1813 y la reapertura de la bolsa, el edificio fue reconstruido y ampliado en 1816 según los diseños del director de obras de Leipzig, Johann Carl Friedrich Dauthe, y del director de obras de Karlsruhe, Friedrich Weinbrenner. Con el crecimiento de la feria en la segunda mitad del siglo XIX, se decidió construir la nueva bolsa. Cuando se terminó en 1886, el antiguo edificio de la bolsa pasó a llamarse Alte Handelsbörse (o Alte Börse).
Después de 1887, la Börsensaal sirvió como sala de reuniones para los concejales de la ciudad. Entre 1905 y 1907 se demolió un porche construido en 1816 y se restauró la forma original del edificio.
Durante la Segunda Guerra Mundial, la Börse se incendió por completo en 1943, lo que supuso la pérdida irremediable del valioso techo de estuco y las pinturas del techo. El edificio fue asegurado con un techo de emergencia. La restauración del exterior comenzó en 1955 y se completó en 1962. Desde entonces, la Alte Börse se utiliza para eventos culturales como lecturas, conciertos y exposiciones. Entre 1992 y 1995, la fachada y el interior fueron ampliamente renovados, centrándose en el colorido original de las fachadas y el acristalamiento de las ventanas al estilo del siglo XVII.

## Arquitectura

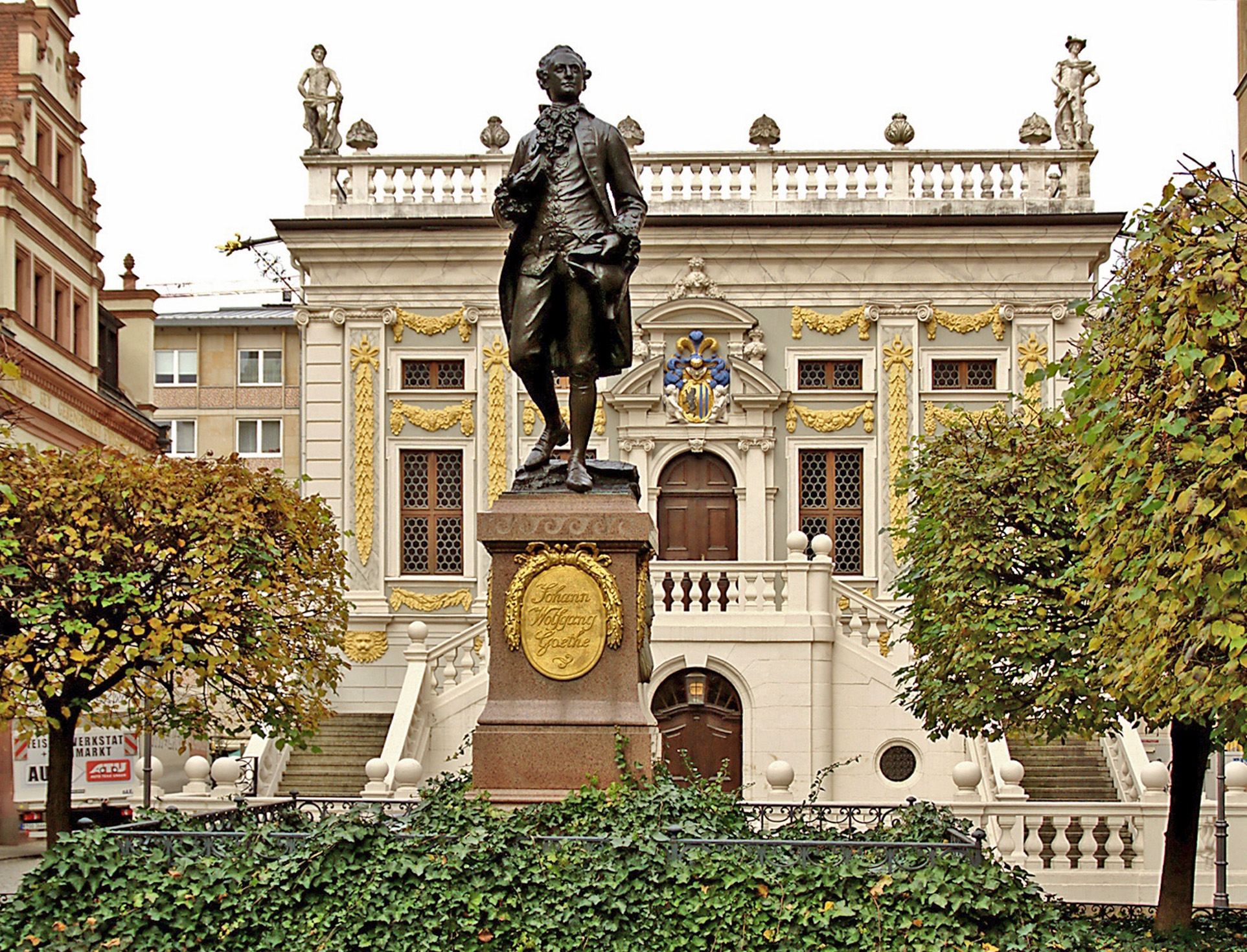
Monumento a Goethe frente a la Alte Börse

El diseño de la Börse muestra paralelismos en muchos detalles con el Palais im Großen Garten y la Lusthaus del Jardín Italiano de Dresde. Entre los constructores que intervinieron se encuentran el maestro albañil de Leipzig Christian Richter, los canteros Andreas Junghans de Rochlitz, Hans Caspar Beck de Laucha y Melchior Bock de Zeitz, así como el maestro carpintero Christian Schmied. Los últimos elementos en completarse fueron un techo de estuco de Giovanni Simonetti y siete pinturas alegóricas en el techo de Johann Heinrich am Ende.
La Börse es un edificio independiente de dos plantas y techo plano, al que se accede por una escalera abierta de dos vías. Tiene una fachada de yeso, adornada en todo su perímetro con pilastras planas con capiteles jónicos y festones. Una balaustrada de piedra arenisca tiene portales con arcos de medio punto. Sobre la escalera, dos putti alados sostienen el escudo de la ciudad de Leipzig. En la parte delantera hay dos estatuas, la de Apolo y la de Mercurio, el dios de los comerciantes, mientras que en la parte trasera están Minerva y Venus. Las fachadas del edificio están espaciadas uniformemente en todos los lados con ventanas rectangulares altas y ventanas rectangulares transversales bajas por encima. La Alte Handelsbörse combina así elementos del barroco holandés e italiano.

## Otras lecturas
- Walter Hentschel : Die Alte Börse en Leipzig und ihr Architekt . (en alemán) Berlín: Akademie-Verlag 1964.
- Nikolaus Pevsner: Leipziger Barock. Die Baukunst der Barockzeit en Leipzig . (en alemán) Dresden/Leipzig: Seemann-Verlag 1928/1990.
- Alberto Schwarz: Das Alte Leipzig – Stadtbild und Architektur, (en alemán) Beucha 2018,ISBN 978-3-86729-226-9, pp. 88   .
- Bernd Weinkauf: Architekturführer – Die 100 wichtigsten Leipziger Bauwerke, (en alemán) 1.ª edición, 2011, Jaron Verlag, Berlín,ISBN 978-3-89773-913-0, p. 44 .
- Alte Handelsbörse (en alemán) leipzig-lexikon.de